# Der Schockwellenreiter
Der Schockwellenreiter (Originaltitel: The Shockwave Rider) ist ein dystopischer Science-Fiction-Roman von John Brunner, der 1975 veröffentlicht wurde.

## Werk
Die Kritik sieht den Roman als einen der ersten Vorläufer des Cyberpunk-Genres; teilweise wird er der New-Wave-Literatur zugeordnet.
Inspiriert von Alvin Tofflers Buch Future Shock zeigt der Roman ein Amerika des 21. Jahrhunderts, das von Computer-Netzen dominiert wird. 
Bemerkenswert ist, dass der Protagonist Cracking-Fähigkeiten einsetzt, um sich den Netzen zu entziehen. In vielen Details wird die heutige Welt vorausgeahnt, zum Beispiel in der Prägung des Begriffs Wurm für ein Programm, das sich in einem Computernetz selbst perpetuiert, oder in der Beschreibung eines Computernetzwerkes, vergleichbar oder identisch mit dem Internet, zeitlich allerdings weit vor dessen eigentlicher Institutionalisierung. Die Idee der Schwarmintelligenz wird skizziert.
Nicht wenige Dienste und Effekte des Internets, etwa die Möglichkeit von Online-Kummerkästen, von Viren und Würmern oder auch die schnelle und „totale“ Verbreitung von Informationen, werden von Brunner direkt oder indirekt vorhergesehen und beschrieben. Als Vorbild mag hier die mit der weltweiten Verbreitung des Fernsehens und Reisens einhergehende Diskussion um den Begriff des „globalen Dorfes“, der auf Marshall McLuhan zurückgeht, gedient haben.

## Ausgaben
- John Brunner: The Shockwave Rider. Harper & Row, 1975, (Erstausgabe) ISBN 0-06-010559-3.
- John Brunner: Der Schockwellenreiter. Heyne, 1979, (deutsche Erstausgabe) ISBN 3-453-30584-1.
- John Brunner: Der Schockwellenreiter. Heyne, 1992, (Sonderausgabe) ISBN 3-453-04263-8.